# Flottans modellkammare
Flottans modellkammare är en samling med modeller som under 1700- och 1800-talen var belägen på det som idag är Marinbasens område i Karlskrona. Idag finns modellerna på museum.

## Instiftande
År 1752 inrättades flottans modellkammare i Karlskrona efter beslut från kung Adolf Fredrik. Idén var dock inte unik för Sverige, skeppsmodellkammare fanns redan i andra länder vilket avspeglas i det kungliga brevet från den 22 april 1752: ”... modellcamrar vid Wårt Amiralitet måge upprättas, hvaruti alla approberade Modeller, så till skjepp och Gallerer som flere machiner jämte dertill hörande Ritningar noga kunna förwaras, hwilket i synnerhet länder till stor nytta för de lärande vid Ammiralitetet, och hos andra wählbestälta siömagter redan kommit igång”.  Det var Adolf Fredriks avsikt att upprätta flottans modellkammare i såväl Stockholm som Göteborg och Karlskrona, men det var bara i Karlskrona som en specifik byggnad uppfördes för ändamålet och där en större samling kunde upprättas.  
Att det redan innan kungens beslut om att inrätta en modellkammare tillverkades modeller vid örlogsvarvet i Karlskrona står klart, det finns flera modeller som kan dateras tidigare än 1752.  I praktiken inrättas dessutom två modellkammare i Karlskrona; en för skeppsmodeller och det som hör skeppsbyggeriet till samt en för artillerimodeller och därtill relaterade föremål.

## Modellkammarens utveckling
Hur flottans modellkammare i Karlskrona utvecklas kan spåras bland annat genom de intermittent genomförda inventeringarna. Den första inventeringen utförs 1761, då efter att Kungliga Amiralitetskollegiet brevledes skickat en förfrågan i vilken man undrade hur det stod till med modellsamlingarna. Skeppsmodellkammaren kan då redovisa endast tre skeppsmodeller samt några få ytterligare modeller som relaterar till varvets verksamhet. Vidare har man inte heller inrättat någon specifik lokal att husera dessa modeller i varför de förvaras hos skeppsbyggmästaren och han närmsta tjänstemän. Från artillerimodellkammarens håll redovisas dock att man redan har ungefär 650 insamlade modeller som inrymts i tyghuset på örlogsvarvets område. 
Nästa inventering görs år 1800 och vid detta laget har skeppsmodellsamling växt till 77 modeller av olika fartyg. Utöver detta finns ett antal andra modeller som relaterar till skeppsbyggeri. Även artillerimodellkammaren har växt med ett antal föremål. En anledning till att samlingen har växt är att den nye skeppsbyggmästaren Fredrik Henrik af Chapman har sålt sin privata modellsamling till kronan. Följande år, 1801, införlivas också skeppsbyggarfamiljen Sheldons modellsamling till kronan genom inköp av 64 modeller från överstelöjtnant Francis af Sheldon.
Samlingen inventeras igen år 1834 och 1862 och den växer konstant. En del modeller försvinner på okänt håll, men i de allra flesta fallen bevaras modellerna i modellkammaren även när de blivit alltför gamla för att ha någon praktiskt användning inom skeppsbyggeriet. Samlingen börjar dock mer och mer betraktas som en museisamling och 1867 fraktas ett antal skeppsmodeller till Paris där de ställs ut på Exposition universelle [d’art et d’industrie] de 1867. Samlingen inventeras igen år 1894 av löjtnant af Klercker som då nämner utställningen men även refererar till samlingen som ”museiföremål”. 

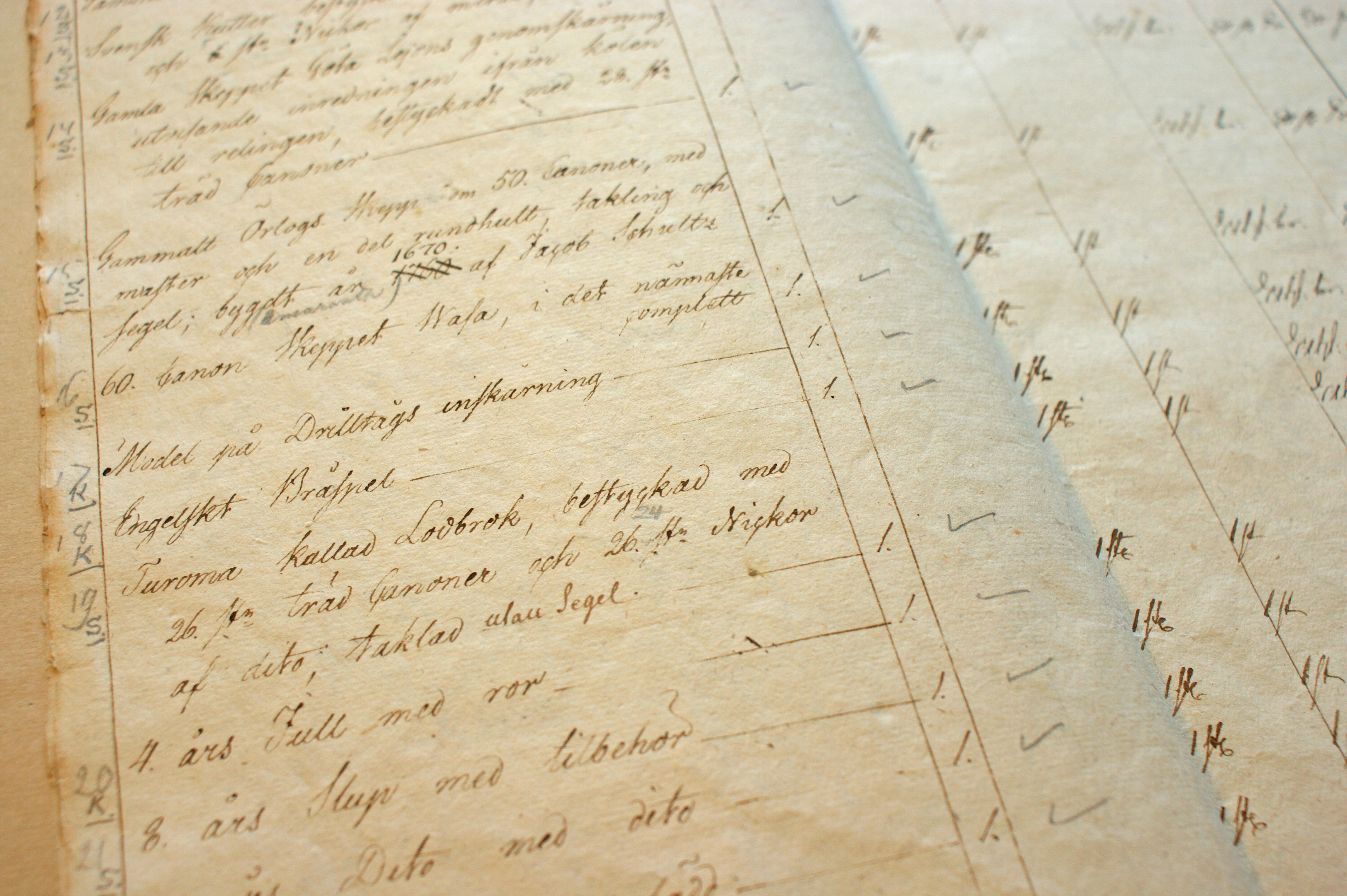
Inventering av modellkammaren i Karlskrona.

## Modellernas användning
Modellerna som bevarades i modellkammaren var inte bara för prydnad. Modellerna användes i till exempel skeppsbyggeriet för att prova diverse tekniska lösningar eller för att demonstrera en funktion eller idé. Att skeppsmodellerna har använts för experiment syns på att skroven kan vara drevade samt att det finns uttag att placera blytyngder eller dylikt i. I samlingen från artillerimodellkammaren finns eldrör på vilka man ritat ut var godset är mest benäget att spricka eller sprängas vid eldgivning. Sannolikt har dessa föregåtts av diverse experiment där eldrör har sprängts i försökssyfte.
I samlingarna från flottans modellkammare finns också ett relativt stort antal modeller av maskiner och andra innovationer som inte direkt är fartyg eller artilleripjäser. Även dessa modeller är tillverkade på örlogsvarvet i Karlskrona och de visar olika tekniska lösningar på mastkranar, sågverk, klaffbroar med mera. En del modeller från repslageriet i Karlskrona finns också bevarade.

## Modellerna idag
Idag bevaras såväl skepps- som artillerimodeller från modellkammaren i Karlskrona på såväl Sjöhistoriska museet i Stockholm som på Marinmuseum i Karlskrona. På det sistnämnda museet finns en utställning som visar flera av modellerna. Även på Sjöhistoriska museet visas flera modeller, om än inte i en renodlad modellkammarutställning.
Modellkammarsalen ligger idag inne på Marinbasens område och används som konferens- och möteslokal.